# SM-liiga 1990/91
Die Saison 1990/91 war die 16. Spielzeit der finnischen SM-liiga. Zum vierten Mal seit der Gründung der SM-liiga und zum fünften Mal insgesamt wurde TPS Turku Finnischer Eishockey-Meister.

## Reguläre Saison

### Modus
Jedes Team musste viermal gegen jedes andere Team in der Liga und viermal zusätzlich gegen örtlich nahegelegene Mannschaften spielen. Jedes Spiel bestand aus drei Dritteln à 20 Minuten Spielzeit. Wurde nach der regulären Zeit kein Sieger gefunden, wurde das Spiel als unentschieden gewertet.
Ein Sieg brachte einer Mannschaft zwei Punkte. Ein Unentschieden wurde mit einem Punkt vergütet. Für eine Niederlage gab es keine Punkte.

### Abschlusstabelle
Abkürzungen: Sp = Spiele, S = Siege, U = Unentschieden, N = Niederlagen, T = Tore, GT = Gegentore, TD = Tordifferenz
| Pl  | Mannschaft   | Sp | S  | U | N  | T   | GT  | TD  | Punkte |
| --- | ------------ | -- | -- | - | -- | --- | --- | --- | ------ |
| 1.  | TPS          | 44 | 27 | 5 | 12 | 168 | 109 | +59 | 59     |
| 2.  | KalPa        | 44 | 24 | 4 | 16 | 174 | 170 | +4  | 52     |
| 3.  | JYP          | 44 | 22 | 4 | 18 | 177 | 136 | +41 | 48     |
| 4.  | HPK          | 44 | 21 | 5 | 18 | 173 | 181 | −8  | 47     |
| 5.  | HIFK         | 44 | 22 | 1 | 21 | 169 | 163 | +6  | 45     |
| 6.  | Tappara      | 44 | 21 | 3 | 20 | 187 | 188 | −1  | 45     |
| 7.  | Reipas Lahti | 44 | 21 | 2 | 21 | 169 | 170 | −1  | 44     |
| 8.  | Ässät        | 44 | 20 | 3 | 21 | 182 | 191 | −9  | 40     |
| 9.  | Jokerit      | 44 | 17 | 6 | 21 | 150 | 162 | −12 | 40     |
| 10. | Ilves        | 44 | 16 | 6 | 22 | 158 | 185 | −27 | 38     |
| 11. | Lukko        | 44 | 16 | 3 | 25 | 178 | 177 | +1  | 35     |
| 12. | SaiPa        | 44 | 15 | 2 | 27 | 164 | 217 | −53 | 32     |

### Beste Scorer
| Pl  | Spieler         | Mannschaft | Tore | Assists | Punkte |
| --- | --------------- | ---------- | ---- | ------- | ------ |
| 1.  | Teppo Kivelä    | HPK        | 23   | 50      | 73     |
| 2.  | Esa Keskinen    | Lukko      | 17   | 51      | 68     |
| 3.  | Jari Lindroos   | JYP        | 26   | 36      | 62     |
| 4.  | Mika Nieminen   | Ilves      | 20   | 42      | 62     |
| 5.  | Dárius Rusnák   | KalPa      | 22   | 38      | 60     |
| 6.  | Otakar Janecký  | SaiPa      | 21   | 39      | 60     |
| 7.  | Teemu Selänne   | Jokerit    | 33   | 25      | 58     |
| 8.  | Jiří Kučera     | Tappara    | 23   | 34      | 57     |
| 9.  | Raimo Summanen  | HPK        | 25   | 30      | 55     |
| 10. | Arto Javanainen | Ässät      | 35   | 18      | 53     |

## Play-offs

### Modus
Die Plätze 1 und 2 waren für das Halbfinale und die Plätze 3–6 für das Viertelfinale der Play-offs qualifiziert. Das Viertelfinale wurde nach dem Modus Best-of-3 und das Halbfinale nach dem Modus Best-of-5 gespielt. Die Sieger der Halbfinals zogen ins Finale ein, während die Verlierer im kleinen Finale um den dritten Platz spielten. Im Finale wurden maximal fünf Spiele gespielt. Wer die meisten Spiele gewann, war Sieger der Saison. In der Runde um Platz 3 wurde lediglich ein Spiel gespielt.
Ein Spiel dauerte, so wie in der Hauptsaison, insgesamt 60 Minuten. Nach der regulären Zeit wurden Verlängerungen von jeweils 20 Minuten Länge gespielt, bis ein Sieger durch ein entscheidendes Tor gefunden wurde.

### Turnierbaum
|  | Viertelfinale | Viertelfinale | Viertelfinale |  |  | Halbfinale | Halbfinale | Halbfinale |  |   | Finale           | Finale           | Finale           |
|  |               |               |               |  |  |            |            |            |  |   |                  |                  |                  |
|  |               |               |               |  |  | 4          | HPK        | 1          |  |   |                  |                  |                  |
|  | 4             | HPK           | 2             |  |  | 1          | TPS        | 3          |  |   |                  |                  |                  |
|  | 5             | HIFK          | 1             |  |  |            |            |            |  | 1 | TPS              | 4                |                  |
|  |               |               |               |  |  |            |            |            |  | 2 | KalPa            | 2                |                  |
|  |               |               |               |  |  | 3          | JYP        | 0          |  |   |                  |                  |                  |
|  | 3             | JYP           | 2             |  |  | 2          | KalPa      | 3          |  |   | Spiel um Platz 3 | Spiel um Platz 3 | Spiel um Platz 3 |
|  | 6             | Tappara       | 1             |  |  |            |            |            |  |   | 4                | HPK              | 1                |
|  |               |               |               |  |  |            |            |            |  |   | 3                | JYP              | 0                |

### Viertelfinale
| JYP – Tappara                  | JYP – Tappara | JYP – Tappara |
| ------------------------------ | ------------- | ------------- |
| JYP                            | Tappara       | 7-2           |
| Tappara                        | JYP           | 4-3           |
| JYP                            | Tappara       | 3-2           |
| JYP gewinnt die Runde mit 2:1. |               |               |

| HPK – HIFK                     | HPK – HIFK | HPK – HIFK |
| ------------------------------ | ---------- | ---------- |
| HPK                            | HIFK       | 2-4        |
| HIFK                           | HPK        | 3-4        |
| HPK                            | HIFK       | 8-3        |
| HPK gewinnt die Runde mit 2:1. |            |            |

### Halbfinale
| TPS – HPK                      | TPS – HPK | TPS – HPK |
| ------------------------------ | --------- | --------- |
| TPS                            | HPK       | 8-0       |
| HPK                            | TPS       | 4-3       |
| TPS                            | HPK       | 3-0       |
| HPK                            | TPS       | 1-3       |
| TPS gewinnt die Runde mit 3:1. |           |           |

| KalPa – JYP                      | KalPa – JYP | KalPa – JYP |
| -------------------------------- | ----------- | ----------- |
| KalPa                            | JYP         | 2-1         |
| JYP                              | KalPa       | 3-4         |
| KalPa                            | JYP         | 3-2         |
| KalPa gewinnt die Runde mit 3:0. |             |             |

### Dritter Platz
| HPK – JYP           | HPK – JYP | HPK – JYP |
| ------------------- | --------- | --------- |
| HPK                 | JYP       | 6-3       |
| HPK gewinnt Bronze. |           |           |

### Finale
| TPS – KalPa                                                 | TPS – KalPa | TPS – KalPa |
| ----------------------------------------------------------- | ----------- | ----------- |
| TPS                                                         | KalPa       | 5-1         |
| KalPa                                                       | TPS         | 3-4         |
| TPS                                                         | KalPa       | 4-3         |
| KalPa                                                       | TPS         | 6-2         |
| TPS                                                         | KalPa       | 7-2         |
| TPS gewinnt die Meisterschaft mit 4:2. KalPa erhält Silber. |             |             |

### Finnischer Meister
| Finnischer Meister TPS Turku | Torhüter: Markus Ketterer, Jouni Rokama Verteidiger: Mikko Haapakoski, Kari Harila, Heikki Leime, Jouko Narvanmaa, Hannu Virta, Jukka Virtanen Angreifer: Mal Davis, Jari Hirsimäki, Harry Jaakkola, Kari Jalonen, Reijo Mikkolainen, Petri Niukkanen, Jewgeni Schtepa, Kai Suikkanen, Pekka Tirkkonen, Wiktor Tjumenew, Jukka Vilander, Juha Virtanen, Ari Vuori, Arto Vuoti Cheftrainer: Hannu Jortikka |

### Beste Scorer
| Pl | Spieler         | Mannschaft | Tore | Assists | Punkte |
| -- | --------------- | ---------- | ---- | ------- | ------ |
| 1. | Teppo Kivelä    | HPK        | 5    | 7       | 12     |
| 2. | Jari Hirsimäki  | TPS        | 6    | 4       | 10     |
| 3. | Jari Pulliainen | KalPa      | 6    | 4       | 10     |
| 4. | Jari Lindroos   | JYP        | 4    | 6       | 10     |
| 5. | Juha Jokiharju  | KalPa      | 4    | 5       | 9      |

## Abstiegsrunde
| Lukko – Kärpät                       | Lukko – Kärpät | Lukko – Kärpät |
| ------------------------------------ | -------------- | -------------- |
| Lukko                                | Kärpät         | 5-4            |
| Kärpät                               | Lukko          | 5-0            |
| Lukko                                | Kärpät         | 7-1            |
| Kärpät                               | Lukko          | 4-7            |
| Lukko sichert sich den Klassenerhalt |                |                |

## Auszeichnungen

### Trophäen
| Auszeichnung                 | Gewinner         | Team    |
| ---------------------------- | ---------------- | ------- |
| Aarne-Honkavaara-Trophäe     | Arto Javanainen  | Ässät   |
| Jarmo Wasaman muistopalkinto | Janne Grönvall   | Lukko   |
| Kalevi-Numminen-Trophäe      | Hannu Jortikka   | TPS     |
| Kanada-malja                 |                  | TPS     |
| Kultainen kypärä             | Teemu Selänne    | Jokerit |
| Matti-Keinonen-Trophäe       | Leo Gudas        | JYP     |
| Pekka-Rautakallio-Trophäe    | Hannu Virta      | TPS     |
| Pentti-Isotalo-Trophäe       | Janne Rautavuori | –       |
| Raimo-Kilpiö-Trophäe         | Teemu Selänne    | Jokerit |
| Unto-Wiitala-Trophäe         | Antti Koskinen   | –       |
| Urpo-Ylönen-Trophäe          | Markus Ketterer  | Jokerit |
| Veli-Pekka-Ketola-Trophäe    | Teppo Kivelä     | HPK     |

### All-Star-Team
| Tor          | Jaromír Šindel (Reipas Lahti) | Jaromír Šindel (Reipas Lahti) | Jaromír Šindel (Reipas Lahti) | Jaromír Šindel (Reipas Lahti) | Jaromír Šindel (Reipas Lahti) | Jaromír Šindel (Reipas Lahti) |
| Verteidigung | Hannu Virta (TPS)             | Hannu Virta (TPS)             | Hannu Virta (TPS)             | Leo Gudas (JYP)               | Leo Gudas (JYP)               | Leo Gudas (JYP)               |
| Sturm        | Teemu Selänne (Jokerit)       | Teemu Selänne (Jokerit)       | Teppo Kivelä (HPK)            | Teppo Kivelä (HPK)            | Ari Haanpää (TPS)             | Ari Haanpää (TPS)             |